# Lišaj borový
Lišaj borový (Sphinx pinastri) je noční motýl z čeledi lišajovitých. Na území České republiky patří k běžnějším druhům lišajů. Ještě v polovině 20. století byla jeho početnost místy taková, že byl považován za škůdce jehličnatých lesů.

## Rozšíření
Areál rozšíření zahrnuje téměř celé mírné pásmo Evropy a Asie. Nevyskytuje se na severu Irska.

Výskyt lišaje borového je vázán na biotopy s jehličnatými stromy, jejichž jehličím se živí jeho housenky. Častější je v borových lesích nížin, ale vystupuje i výše do hor.

## Popis

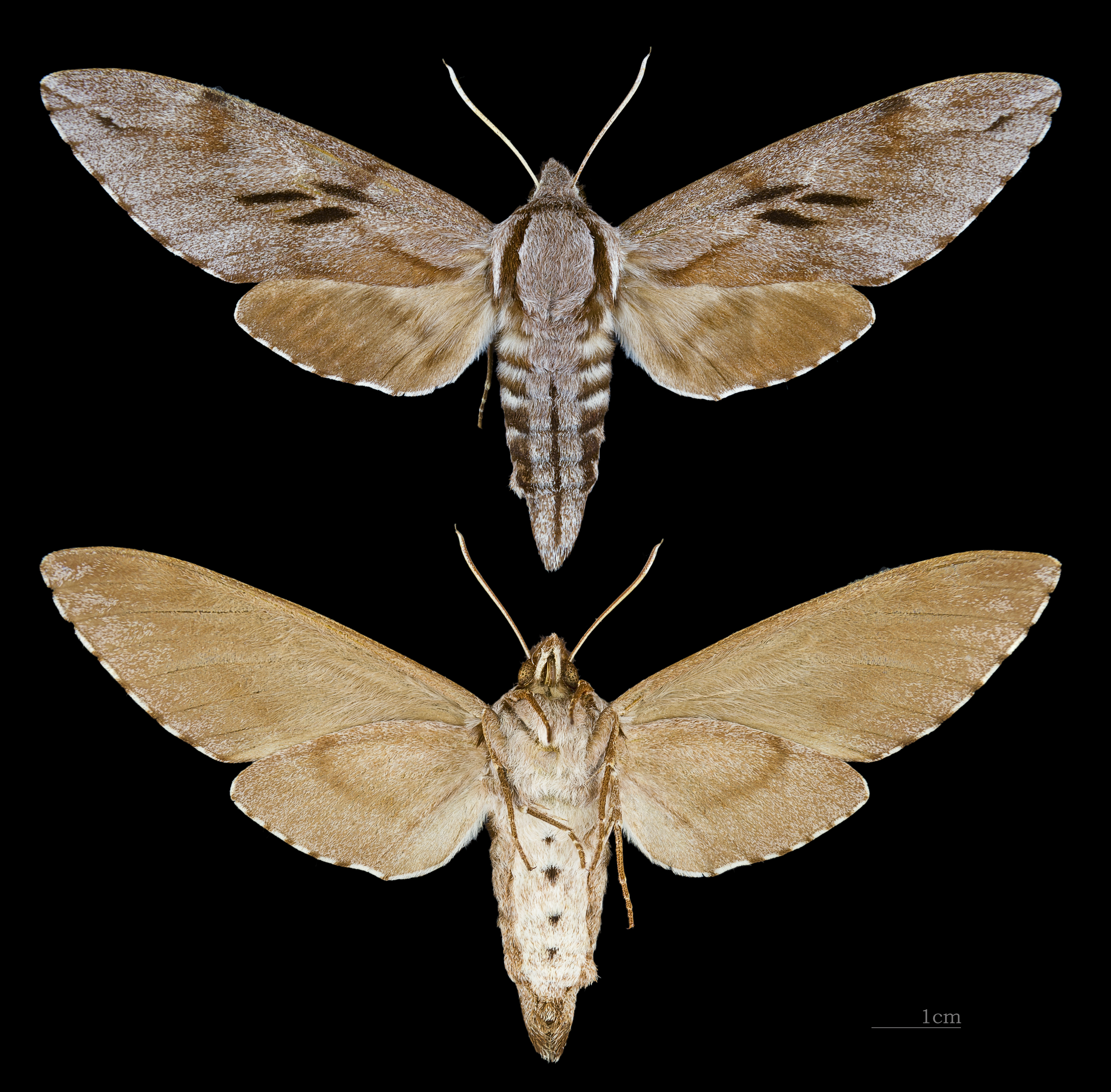
Sbírkový exemplář (samice)
(svrchní a spodní pohled)

Velikost i zbarvení motýla mohou být dosti variabilní. Délka předního křídla se pohybuje mezi 30 a 40 mm, základní barvou je šedá. Kresba je nevýrazná, jen ve střední části křídel se nachází trojice šípovitých černých skvrn. Zadní křídla jsou šedohnědé barvy, při kořeni světlejší. Oba páry křídel mají kontrastně hnědo-bílé třásnité okraje. Hruď je šedá, na hřbetě s černým pruhem po stranách. Zadečkové články jsou černo-bílé, středem zadečku probíhá podélný šedý pruh s tenkým černým proužkem uprostřed. Pohlaví lze do jisté míry odlišit podle vzhledu – samci bývají menší, štíhlejší a tmavší, s výraznější kresbou. Nadto mají jemně hřebenitá tykadla.

Dle některých pramenů vytváří lišaj borový v oblastech s průmyslově znečištěným ovzduším také melanistickou formu, nazývanou unicolor – v ČR například na Ostravsku ve 20. století. Takový jev nazýváme průmyslovým či industriálním melanismem.
Vajíčka jsou zelená až žlutozelená, hladká a oválná.
Housenky lišaje borového jsou čerstvě po vylíhnutí zelené, 6 mm dlouhé, s drobným, na špičce rozeklaným růžkem na konci těla. Během prvních 4 instarů se zbarvení nemění, v instaru pátém se ale housenky diferencují do dvou barevných forem – zelené a hnědé. Obě formy mají uprostřed hřbetu podélný hnědý pruh, podél kterého probíhají po obou stranách přerušované pruhy bílé. Hlava housenky je oválná, v mládí zelená, později okrová, se šikmými hnědobílými pruhy po stranách. Průduchy jsou u obou barevných forem oranžové s černou obrubou, růžek na konci těla je drsný, černý, na konci lehce rozeklaný. Dorostlá housenka může měřit 6–7 cm.
Kukla je červenohnědá, 3,5–4,5 cm dlouhá, s mírně odstávající pochvou sosáku. Podobá se kukle lišaje šeříkového, je ale menší.

## Bionomie

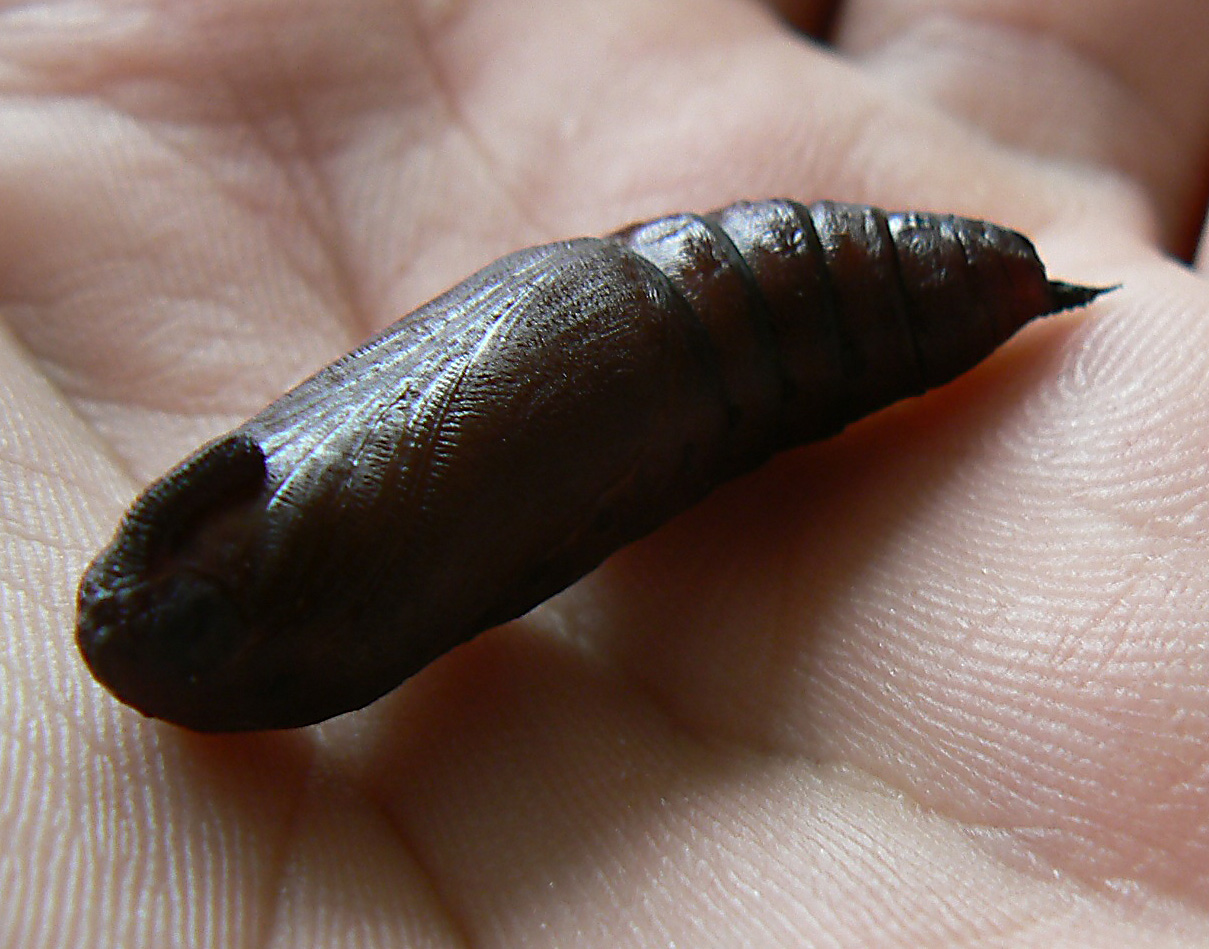
Kukla lišaje borového

V ČR vytváří obvykle jedinou generaci, jejíž motýli létají v květnu a červnu. V teplých a nížinatých lokalitách se může vzácně vyvinout i generace druhá, jejíž motýli létají ještě v srpnu. Ve vyšších nadmořských výškách je doba výskytu posunutá na červenec a srpen, druhá generace se nevyskytuje. Přes den motýli odpočívají na kmenech stromů, za soumraku jsou aktivní, létají a sají nektar z květů. Oplodněné samičky kladou vajíčka jednotlivě či po dvou na jehlice živných rostlin, což mohou být borovice (v horách kosodřevina), smrky, jedle, modříny, ale i cedry.
Housenky se z vajíček líhnou po 8–14 dnech. Nejprve pozřou vaječný obal, pak začínají okusovat jehlice. Mladší housenky se živí špičkami mladých jehlic, starší jsou schopny konzumovat jehlice celé. Během vývoje, který probíhá od června do září, se housenky čtyřikrát svlékají. Před kuklením slézají z živného stromu a mělce se zahrabávají u jeho paty v mechu nebo jehličí, kde si vytvářejí zemní komůrku.
Kukla přezimuje, někdy dokonce dvakrát.

## Galerie

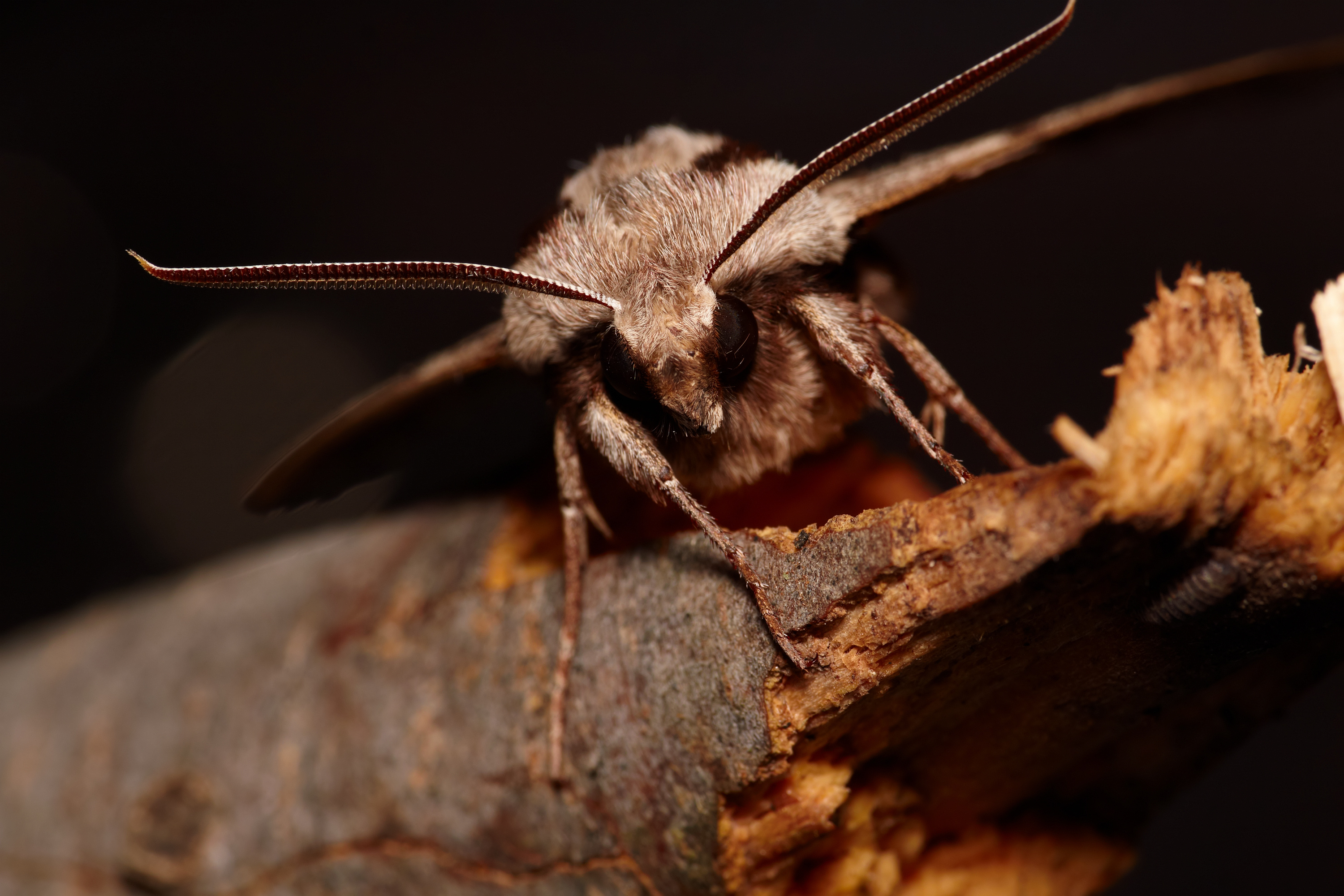
Detail – pohled zepředu
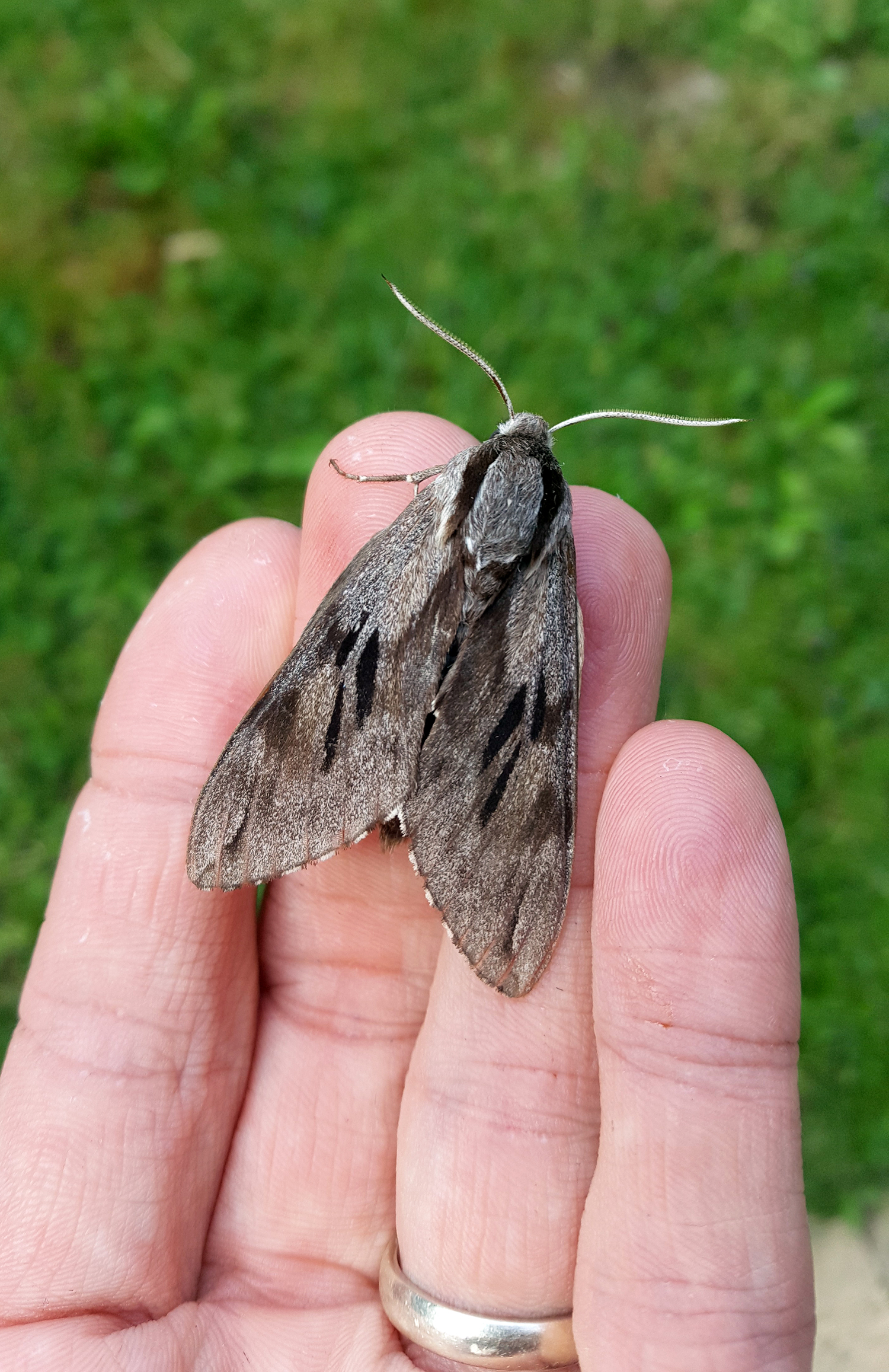
Srovnání velikosti imaga s lidskou rukou
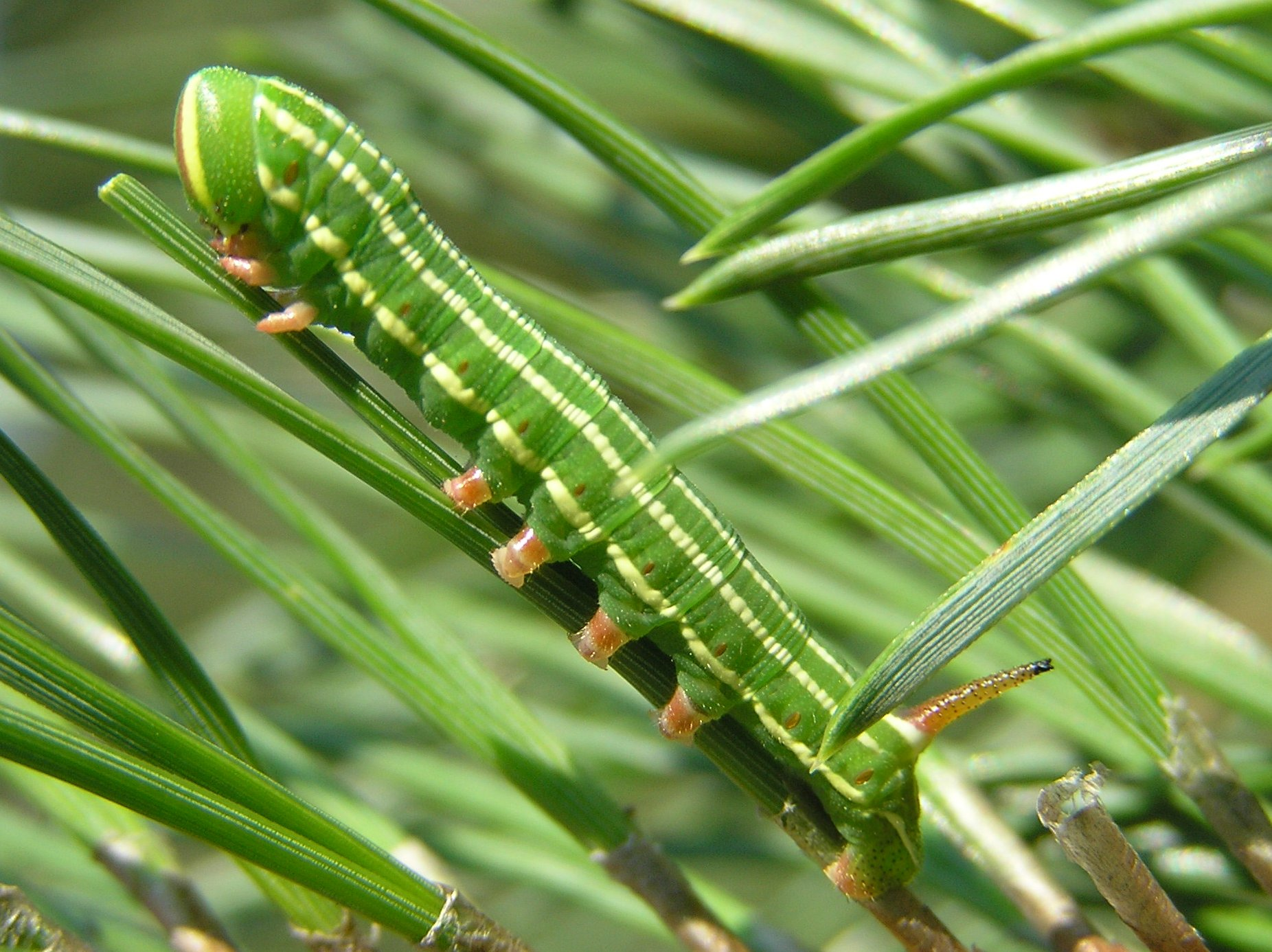
Mladá housenka – boční pohled
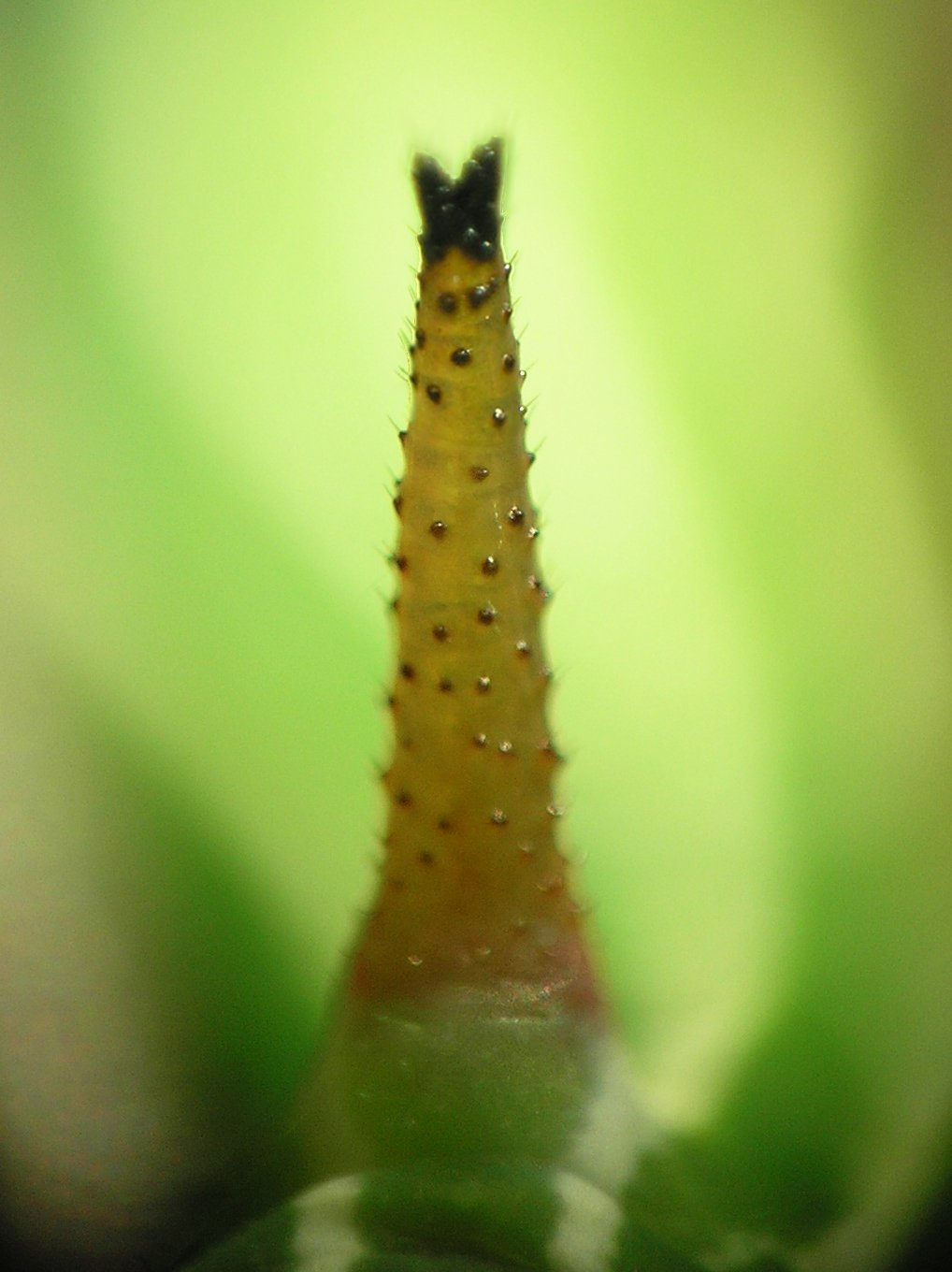
Detail rozeklané špičky růžku mladé housenky
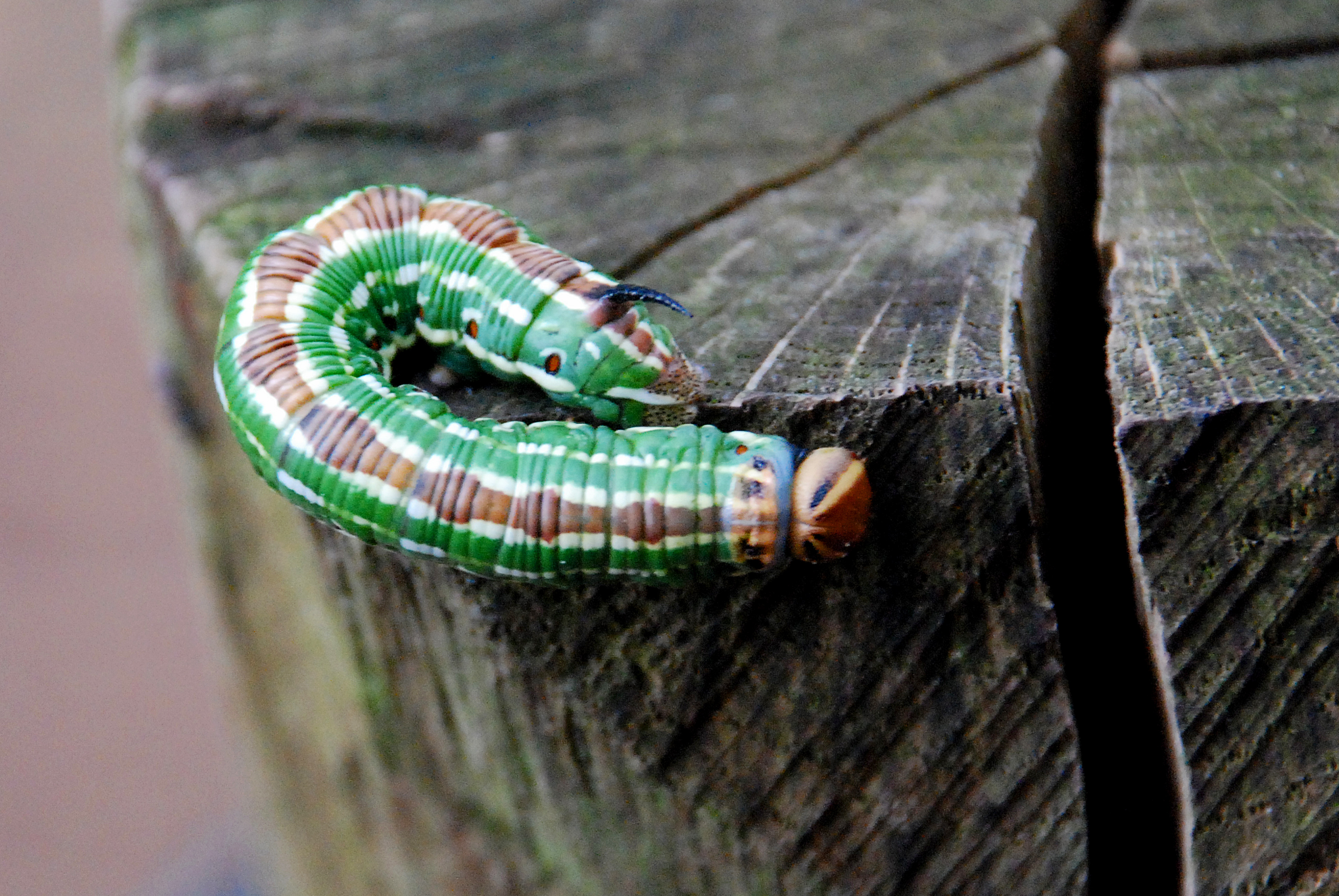
Dorostlá housenka – zelená forma